# Первомайский (Армавир)
Первомайский — хутор в муниципальном образовании «город Армавир» Краснодарского края России. Входит в состав Заветного сельского округа. 

## География
Хутор расположен в юго-восточной части края, на правом берегу реки Уруп, примерно в 1 км от хутора Красин, в 16 км к югу от города Армавир. 

## История
Согласно Закону Краснодарского края от 1 апреля 2004 года  № 684-КЗ   хутор Первомайский  вошёл в состав образованного муниципального образования  город  Армавир.

## Население
| 2002 | 2010 | 2012 |
| ---- | ---- | ---- |
| 514  | ↘436 | ↗539 |